# Route nationale 100

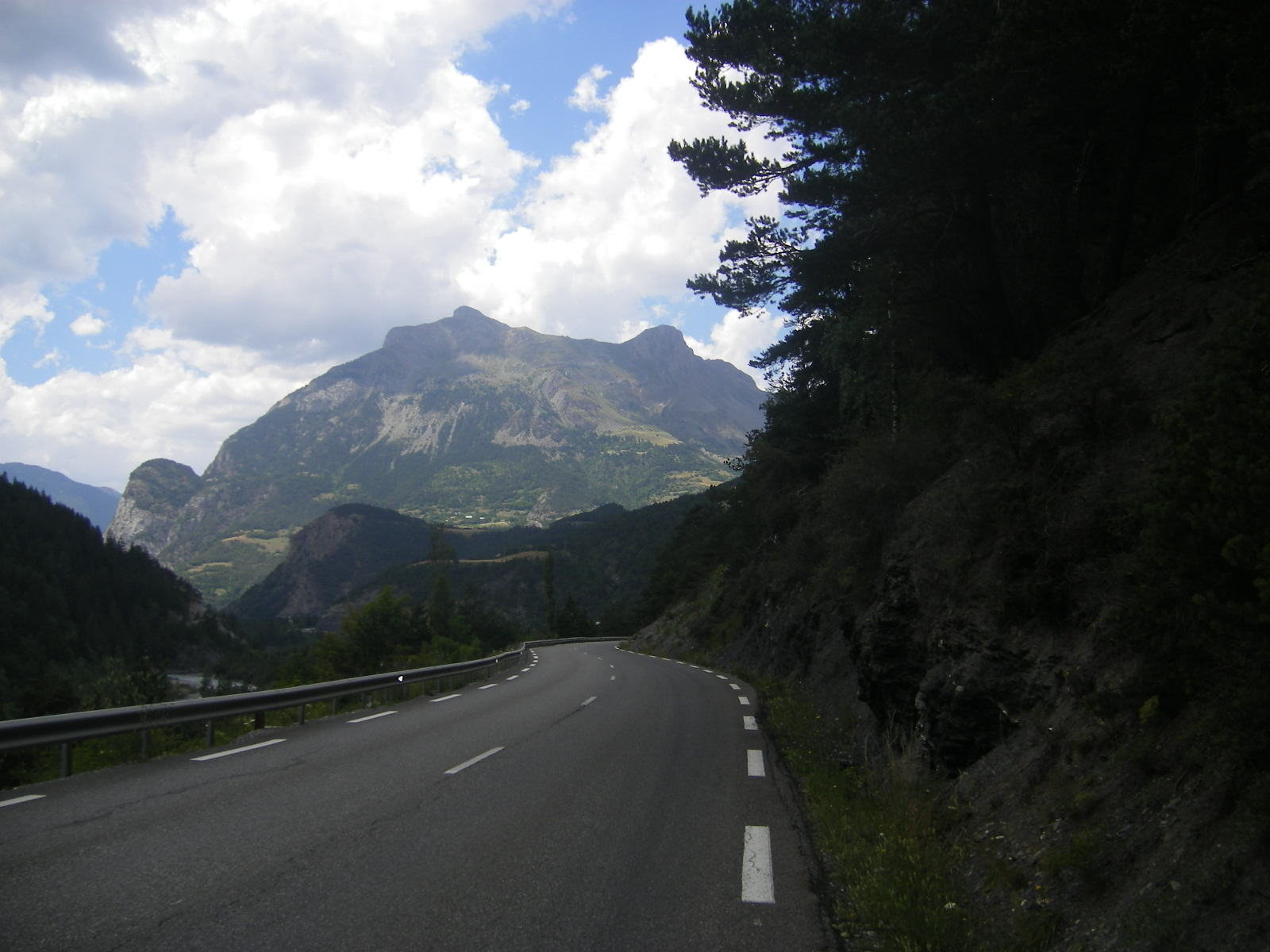
Strada nazionale 100 tra Barcelonnette e les Thuiles

La route nationale 100 (RN 100 o N 100) è una strada nazionale francese che parte da Remoulins e terminava a Larche.

## Percorso
Cominciava all'incrocio con la N86, mentre questo tratto è oggi chiamato D6100 e la statale comincia oggi allo svincolo Remoulins dell'A9 per concludersi ad Avignone dopo aver superato il Rodano. Prosegue declassata a D901 verso est fino a L'Isle-sur-la-Sorgue, quindi piega a sud-est e, a Robion, muta denominazione in D900. Risale la valle del Calavon in direzione est passando per Apt e giunge al Col des Granons.
Prende quindi il nome di D4100 e raggiunge Forcalquier, da dove è stata declassata a D12 fino alla valle della Durance, dove cominciava un tratto in comune con la N96, che finiva dopo Peyruis. In seguito la N100, qui declassata a D4A e D4, da Malijai aveva un altro tratto in comune lungo la valle della Bléone, questa volta con la N85.
A Digne-les-Bains riprendeva la N100, oggi come D900, e si dirigeva a nord fino a raggiungere il lago di Serre-Ponçon, quindi virava ad est risalendo la valle dell'Ubaye e servendo Barcelonnette, infine si concludeva al colle della Maddalena, al confine italiano, dopo il quale la strada diventa SS21.